# Arenaria sivasica
Arenaria sivasica är en nejlikväxtart som beskrevs av Kit Tan och Sorger. Arenaria sivasica ingår i släktet narvar, och familjen nejlikväxter. Inga underarter finns listade i Catalogue of Life.